# 別列斯托瓦河 (奧列利河支流)
別列斯托瓦河（烏克蘭語：Берестова），是烏克蘭的河流，位於該國東部，屬於奧列利河的支流，發源自奧霍切東北面，流經哈爾科夫州，河口處在斯卡洛尼夫卡以南，河道全長99公里，流域面積1,810平方公里。